# Aïoun El Atrouss
Pour les articles homonymes, voir Ayoun (homonymie).
Aïoun El Atrouss (également typographié Ayoun El Atrouss), en arabe : عيون العتروس, est une ville et une commune du sud de la Mauritanie, située dans la région (wilaya) Hodh El Gharbi, sur la route de l'Espoir.

## Géographie
La ville est le chef-lieu du département d'Aïoun El Atrouss.

## Histoire
La ville d'Aïoun El Attrouss a été créée en 1945 par Ethmane Ould Bakar, le chef des Wlad enasser (grande tribu guerrière des Béni-Hassane, Arabes de Mauritanie).
L'administration coloniale française de l'époque en fit la capitale du nouveau cercle du Hodh qui venait d'être rattaché à la Mauritanie après l'avoir détaché du Soudan français.
La chute d'une météorite a été observée à proximité d'Aïoun El Attrouss le 17 avril 1974.

## Démographie
Lors du recensement de 2000, Ayoun el-Atrouss comptait 11 867 habitants.

## Transports

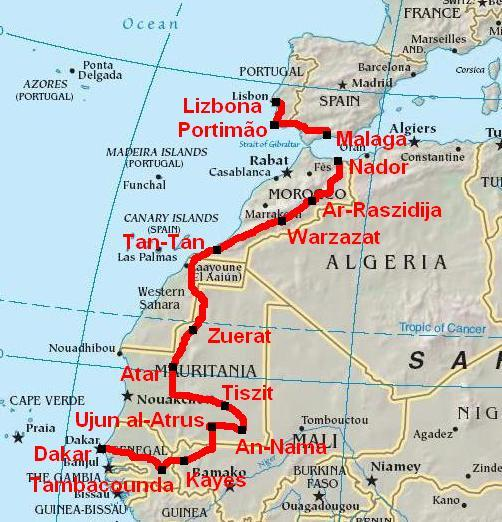
Étape du Rallye Dakar à Ayoun el-Atrouss en 2007

C'est une bourgade-relais sur la Transmauritanienne est-ouest appelée par les Mauritaniens « route de l'Espoir », axe économique important reliant les régions d'élevage à la capitale.
Aïoun El Atrouss était l'une des étapes du Rallye Dakar.
Aïoun El Atrouss possède un aéroport, l'aéroport d'Aïoun El Atrouss (en) (code AITA : AEO).